# Verleumont
Verleumont (en wallon : Vèrieûmont) est un village de la commune de Lierneux au sud de la province de Liège en Région wallonne (Belgique).
Avant la fusion des communes, le village faisait déjà partie de la commune de Lierneux.

## Situation
Cette petite localité ardennaise est située à l'est de la vallée de Lienne naissante et au nord de l'imposante colline boisée de Colanhan (réserve naturelle, altitude 560 m). Verleumont est traversé par la route nationale 645 et se situe à 2,5 kilomètres au sud-est du centre de Lierneux.

## Description
Verleumont est un village assez concentré constitué principalement de fermes et fermettes construites en pierres de schiste parfois chaulées ou peintes en blanc, parfois recouvertes d'ardoises.

## Patrimoine
Le long de la N.645, se trouve la chapelle Saint Joseph aux façades crépies et à la toiture recouverte de herbins (ardoises). Elle est datée de 1722 et est surmontée d'un clocheton carré à coiffe octogonale. Deux petites annexes se sont postérieurement ajoutées. 
Au centre du village et d'un minuscule rond-point, se trouve une autre chapelle de dimension beaucoup plus modeste. Elle est fermée par une grille en fer forgé.

## Transports
Verleumont est le terminus de la ligne de bus TEC Liège-Verviers 265 provenant d'Aywaille.